# 天国大魔境
『天国大魔境』（てんごくだいまきょう）は、石黒正数による日本の漫画作品。『月刊アフタヌーン』（講談社）にて、2018年3月号から連載中。文明崩壊後の日本を生きる少年少女達にまつわる謎を描くポストアポカリプスSF漫画。「このマンガがすごい！2019」にてオトコ編第1位にランクインした。2025年7月までに累計発行部数は200万部を突破している。

## 評価
- このマンガがすごい！2019 オトコ編 第1位[4]
- ジャパンエキスポアワード2023 漫画部門 脚本賞

## あらすじ
壁に囲まれた施設で外の世界を知らずに育つ子供たち。廃墟となった日本を旅する少年と少女。二つの物語が同時進行で語られる。
天国編
外界から隔絶された施設で暮らすトキオは抜き打ちテストの問題に「外の外に行きたいですか」という文言が一瞬、浮き上がるのを見つける。同じ施設に住むミミヒメは動揺するトキオに「外からふたりの人間が自分を助けに来てくれる。そのうちの1人はトキオと同じ顔をしている」という予言をおこなう。一方、動揺するトキオに声をかけた園長は「外の世界は地獄だ」と言う。トキオはククと生徒が立ち入りを禁じられている部屋に侵入し「赤ちゃん」を見るがなぜか大人に見つかることはなかった。やがてトキオは慕っていたコナの子を妊娠し男児を出産。園長はトキオの子を利用しようとするが、医師の猿渡はひそかにクローンの赤ん坊を作る。
施設が自衛隊の襲撃を受ける。一部の生徒は脱走。トキオの子はどちらがクローンかわからなくなり、猿渡は一人の足裏にマルを書き、書いていないほうをトキオに渡す。園長はトキオから赤ん坊を奪おうとするが、トキオは突然体を硬化させ赤ん坊を守る。大半の生徒たちは自衛隊に保護され、新しい名前で本土の施設や病院に引き取られる。硬化が解けたトキオは猿渡たちと壊れた施設に隠れ住んでいた。そこへ「大災害」が襲う。
魔境編
外の世界では、未曾有の大災害から15年が経ち、現代文明は完全に破壊され、生き残った人々はまだ使える施設を利用しながら細々と生活していた。そんな荒廃した日本をトキオとそっくりの顔をしたマルという少年がキルコという少女と旅をしていた。マルはミクラという女性から、「天国で同じ顔をした人間を探し、薬を打て」と命じられていた。そして、キルコはミクラからマルを天国まで連れていくよう依頼されていたのだ。天国という言葉を頼りに2人は、トマト天国の異名を持つ草壁農場にたどり着く。そこにマルと同じ顔をした人間はいなかった。だが、草壁農場に置かれた段ボール箱にミクラの銃にあるマークと同じものを見つけた2人は草壁農場と交易する東京に戻る。二人は不滅教団との出会いを経て、銃のマークがかつて存在した教育機関「高原学園」のシンボルであることを発見する。自動車を入手した二人は施設があるという茨城と奈良を目指す。茨城の復興省でキルコは過去の鍵を握る人物稲崎露敏と再会するが決裂。二人は奈良を目指し旅を続ける。
マルとキルコは奈良の復興省に到着。キルコは浅草の医師迫田と再会し、自分を手術した事情を聞く。さらにマルには双子のヤマトがいると聞きだすが、迫田は人食いアンジュラスに取り込まれ死亡。マルがアンジュラスを倒したあと、キルコとマルは復興省幹部で元高原学園関係者だった青島裕子から人食いの秘密、天国と呼ばれていた「いずくのえ島施設」の話を聞き、自分たちが目指していた天国が見つかったと喜ぶ。二人は復興省からいずくのえ島の場所を知るAIロボットナタを譲られ、車に乗せて出発する。

## 主な登場人物
声の項はテレビアニメ版における声優。

### 主要人物
マル
声 - 佐藤元
廃墟を旅する少年。年齢は15歳くらいだが出生の詳細は不明。後述のトキオそっくりの顔立ちをしている。ミクラに連れられてキルコのところに連れてこられて以来、自分と同じ顔をした人間がいるという『天国』を探すべく、キルコと旅をしている。本来は彼女に護衛される立場だが本人も街の荒くれ者達や盗賊を一蹴する程に腕が立ち、お互いに護衛・協力し合う関係となっている。屈強な肉体と驚異的な身体能力及び回復力の持ち主。また、怪物の中に手を突っ込んで「致命的な何か」をつかみ取る能力を持つ。キルコを「お姉ちゃん」と呼び、脳が男であると明かされても好意を抱いている。キルコ曰く「びっくりするくらい美形だが口を開くとてんでダメ」。石黒正数作品におけるスターシステム制で『それでも町は廻っている』の紺先輩と同じ顔。
キルコ
声 - 千本木彩花
東京都中野区で便利屋を開業している少女。背中までの赤毛が特徴の美人。年齢は18か20と本人も曖昧にしている。ミクラの依頼でマルを『天国』まで送り届けるべく、一緒に旅をしている。ミクラの形見の銃を所持し、戦闘に使用している。頭が良く、戦略に長け、未知の状況においても洞察力と判断力に優れている一方、少し抜けていてドジな一面もある。射撃が上手く、護衛や怪物退治も請け負う女戦士。幼い時に大災害にあったにもかかわらず、漢字の読み書きや箸の正しい持ち方が出来る。マルから何度も告白されているが、受け入れていない。独りきりで生きてきた過酷な体験から、依頼人のマルに対してビジネスを超えたやや過剰な入れ込みを見せる時がある。ネーミングセンスはイマイチ。
体は女性だが弟の脳を移植されており、手術した医者と医者を調べていた稲崎露敏を探すため一人で便利屋になった。元々は黒髪であったが、脳移植後は赤髪に変化しているほか、作中では5年後である不滅教団の一件まで生理も止まっていたため、人生初の生理痛で寝込むこととなる。
竹早春希（たけはや はるき）
声 - 伊瀬茉莉也
物語開始5年前、浅草の船山孤児院に姉の桐子と身を寄せていた少年。リーダー格の稲崎露敏に憧れていた。人食いに一人で立ち向かい、下半身を食いちぎられる重症を負う。気が付いたときには脳が姉の桐子の体に移植されており、退院したときは孤児院も引っ越して一人置き去りにされていた。
竹早桐子（たけはや きりこ）
物語開始5年前、浅草で電動カートレースの選手をしていた少女。人食いから瀕死の状態の春希を助け出す。医者によって春希の脳を移植された。詳細は不明だったが、再会した医者・迫田によると担ぎ込まれた際、桐子は頭部に銃撃を受けて脳組織が破壊されていたとのことで、医者にとっても「2人を生かすための苦肉の策」であったことが明かされた。春希が意識を失った時点では生きていた桐子を銃撃した何者かがいたということになる。

### 高原学園の生徒＆関係者（天国編）
トキオ
声 - 山村響
2期生。外界から隔絶された施設で暮らす。髪を短く刈り上げた少年のような少女。マルによく似た容貌をしている。抜き打ちテストの際に「外の外に行きたいですか」という文言を見つけて動揺する。同じ施設に住むコナが描く絵が好きでよくもらっている。また、コナに好意を抱いている。性的知識がないまま、コナと性交し、子どもを授かる。
ヤマト
トキオとコナの子で、マルのクローンと推測される。魔境編では猿渡は「マルの双子」と説明しているが、行方不明。
ミミヒメ / 星尾（ほしお）あかり
声 - 福圓美里
2期生。トキオと同じ施設で暮らす少女。トキオのクラスメイト。勘が鋭く、これから起こる出来事を予言して的中させることがある。動物のように毛の生えた垂れ下がった耳を持っている。任意に動かすこともできるが、垂れた状態だと外ハネの髪に見える。
高原学園壊滅後、シロ、アンズ、タカと行動を共にし施設を脱走。タカとアンズの結婚式を見届けるが、その衝撃に目を回していた。
コナ
声 - 豊永利行
1期生。トキオと同じ施設で暮らす少年。施設内の生徒達の中では最年長。不思議な生物の絵をよく描く。
シロ / 宇佐美俊（うさみ しゅん）
声 - 武内駿輔
2期生。トキオと同じ施設で暮らすマッシュルームカット頭の少年。緻密な機械工作が得意。普段は自分の部屋で工作をしていることが多い。ミミヒメに好意を抱いている。ミミヒメのヌード写真が彼のパソコンに送られてくるが、送り主は不明。
高原学園壊滅後、ミミヒメ、アンズ、タカと行動を共にしタカとアンズの結婚式を見届ける。新しく付けられた名前には中々馴染めない様子。顔をよく見せてほしいとミミヒメに言われ、髪型を変えている。
クク
声 - 黒沢ともよ
3期生。トキオと同じ施設で暮らす長髪の子供。両性具有。コナの絵を欲しがり、トキオと取り合いになる。驚異的な身体能力の持ち主で、ヤモリのように壁に吸い付きよじ登る事が出来る。
高原学園壊滅後、ミチカやオーマと行動を共にしていたが病気で死去。死体は海に葬られた後、魚型の人食いに変化した。
アンズ / 梅津乃亜（うめづ のあ）
声 - 松岡美里
2期生。トキオのクラスメイトの少女。踊りが得意。タカと親しい。
高原学園壊滅後、タカと結婚し、トトリをもうけた。
タカ / 南方弥刀（みなかた みと）
声 - 新祐樹
2期生。トキオのクラスメイトの少年。並外れて高い身体能力と頑丈な肉体の持ち主。その丈夫さは高所から落下したり、刃物を突き立てられても無事であったりと人間離れしている。「見えない斬撃」を放つ能力を持つ。
高原学園脱走後、アンズと結婚し、トトリをもうけたが、ミチカとの戦闘で死亡。「見えない斬撃」はイメージを補完するために刀を持っていたが、逆にイメージを固定して見切られてしまい、刀でミチカを斬るも怯まず攻撃してきたミチカに敗れる。
タラオ
声 - 真堂圭
ミクラと同じ謎の病気を患っている少年。トキオに「ここから逃げて」と伝えた数日後、病気で死亡。火葬後、人食いの「致命的な何か」のようなものが残る。病気になる前は、岩を持ち上げて投げ飛ばせる程力持ちだった。
アスラ
声 - 能登麻美子
コナの友人であり、故人。コナと最初に学園にやってきた一期生。エイリアンのような容姿だが、誰も気に留めていなかった。未来予知や治癒能力、体から羽根のような物を出現させて浮遊することが出来た。ある日自殺するが、死因は生徒たちに伏せられた。
ナタ / 三倉（みくら）まなか
声 - 杉山里穂
4期生。自衛隊が学園を襲撃したときにけがを負い、そのときに園長の脳が移植される。自衛隊に保護され、三倉まなかという名を与えられ、豊中大学病院に収容されていたときに、大災害に遭遇した。手術後は以前の記憶を失っていたが、偶然銃を入手したことで園長の記憶を取り戻す。その後、マコ・サクヤと共に高原学園大阪分室に身を寄せた人々のリーダー的存在となり、独自の「天国」を創設する。マルを探し出し、マルに上記の能力を教え込んだ。マルをキルコのところに連れてきた直後、謎の病気で絶命した。
ミチカ
声 - 西川舞
3期生。両性具有。類いまれなる戦闘力を誇るが戦うことを好む戦闘狂な面が強い。高原学園壊滅後、クク・オーマと行動を共にした。タカとの戦闘で重傷を負った際、暴走族の竹塚一家に拾われ、竹塚ミチカと名乗る。高原学園茨城施設跡地で、復興省の用心棒となり、キルコとマルの行方を追う。
右腕を鋭い刃に変化させてヒルコと戦う能力があり、アンジュラス討伐でマルたちに協力する。
オーマ
声 - 木野日菜
5期生。両性具有。目に特別な力があり、目を見た人間に幻覚を見せてしまう。そのため、日頃はサングラスをかけている。高原学園壊滅後、クク・ミチカと行動を共にし、ミチカと共に竹塚一家に拾われ、竹塚オーマと名乗る。
上仲詩乃（かみなか しの）
声 - 磯辺万沙子
園長。普段は車椅子で移動している。1945年4月20日、埼玉県草加市に生まれる。差別や格差のない社会を目指して高原学園を1995年に創設する。AIミーナが予言した小惑星の衝突に備える一方で、惑星の軌道を修正する作戦の一つをテロによってつぶし、自衛隊の襲撃を招く。その際、猿渡に命じて、脳をナタに移植させる。
青島裕子（あおしま ゆうこ) / 今永美月（いまなが みつき）
声 - 種﨑敦美
副園長に指名された保健医。トキオの妊娠に初めて気がついた人物。正体は上仲園長の盟友で学園の出資者である今永美咲の娘・美月。
2039年の世界では高原学園奈良施設跡地で、復興省の主任を務めている。
猿渡照彦（さわたり てるひこ) / 迫田照彦（さこた てるひこ）
声 - 武藤正史
学園の保健医。もともと引きこもりだったが、高原学園で才能を開花させ、医師となった。家庭の事情で母方の姓を名乗っており、本名は迫田照彦。園長の脳をナタに移植した。自衛隊襲撃後は自衛隊に投降せず、学園に残った生徒たちの面倒をみており学園の庭に畑を作っていた。
物語開始5年前は浅草にいた。その際、竹早春希の脳を竹早桐子の体に移植している。キルコは名前を知らなかったが、第32話で露敏の口から「迫田」であることが明かされた。その後、高原学園奈良施設跡地で医院を開業していた。第54話でマルに出会ってトキオそっくりなのに驚く。マルをトキオとコナの間に生まれて消息不明になっている子と推測し、さらに双子の「ヤマト」がいると明かす。町に近づく人食いのアンジュラスを討伐しようとして失敗し取り込まれるが、体に仕込んだ手榴弾で自爆した。
i373 / ミーナ
声 - 久川綾
学園を管理する人工知能。その筐体の中心は顔の上半分を覆うヘルメット（i373 と刻印されている）を被った裸の女性の形（生身なのかそういう形状の固体なのかは不明）となっている。
「あめのぬぼこ」の到来を 24 年前に予言した。
生きた人間のデータを学習し、遺伝子操作で様々な能力を持つ人間を人工子宮で産みだした。のちにミーナから産まれた子供たちは人食いになる奇病が発生することが判明する。

### 外の世界（魔境編）
稲崎露敏（いなざき ろびん）
声 - 中井和哉
キルコが探し続けている青年。滅法喧嘩が強く、同じ孤児院で育ったキルコの兄貴的存在。精悍な顔立ちをしている。中学時代に、両親が出張で不在の時に、大災害に遭遇し、その後の混乱で妹のマリンを亡くす。それがきっかけで精神に変調をきたしている。浅草で桐子を銃撃した張本人。その後、高原学園茨城施設跡地に姿を現し、大濾過装置を再利用できるようにし、復興省から大濾過装置所長に任命された。キルコと再会した際、キルコと強引に肉体関係を結び、マルの逆鱗に触れ、行方をくらます。その際、人食いと人間を使った人体実験を行っていたことが判明する。
トトリ
声 - 松岡美里
テントの町でホテルを営む少女。「ホテル王」を目指している。マルを誘惑し、その際、マルにヒルコの核があることを発見される。タカとアンズの娘だが、ミチカと戦う際にタカが見知らぬ人に預けたため、そのことを知らない。
宇佐美
声 - 武内駿輔
不滅教団の中心人物である医師。無表情で口数が少ない。友人の星尾が人食いに変化しないように発電機のある廃ビルで延命をはかっていたところ、宇佐美の技術を慕って人が集まり、不滅教団と呼ばれるようになった。リビューマンに教団が襲撃された後は、教団のメンバーに他の集落に逃げるよう指示した。マルの力を借り人間として星尾を死なせることが出来た後、自決した。
水橋
声 - 田村聖子
不滅教団を人体実験を行う非道な集団として糾弾する団体「リビューマン」代表。かつて不滅教団を頼ったが、無理やり左足を切断され義足をつけられたと主張。さらに星尾を目撃して人体実験を行っていると決めつけている。教団へのデモの途中、転倒して失神。側近の桑田（声 - 青山穣）に死んだことにされ団体を乗っ取られる。目覚めてから仲間の密告で脱出。その後、生理痛で倒れたキルコを自宅で介抱した。
ジューイチ
声 - 咲野俊介
情報や怪談を売る男。古いワゴン車を持っている。過去、女性が男性を支配する町で種豚の「11号」として生かされていた。自らの精子を提供した女性カップルと自分の子である十五（ジュウゴ）と共に逃亡しようとしたが、自分以外の逃亡は失敗し、女性カップルは粛清された。その後、マルとキルコと出会い、彼らと共に十五を探しに戻るが、その時には人食いによって女性が支配する町は壊滅させられており、十五は生き残った種豚たちに育てられていた。十五と再会し、車をマルとキルコに譲り高原学園に送り出す。自分が逃亡しようとした際、通報した男性に復讐し、十五と共に行方をくらます。
十五（ジュウゴ）
声 - 渋谷彩乃
女性が男性を支配する町である女性カップルとジューイチの提供した精子で生まれた息子。母親となった女性が高原学園の生徒だったようで、十五自身も自分を中心とした半径数メートル範囲の分子運動を制御して周囲の環境を冷却する能力がある。この能力は防衛本能で発揮されるようで、周りに知っている人がいれば発動しない。
船山通（ふなやま とおる）
船山孤児園園長。もともとは裏社会の人間であり、大災害直前にシノギの妨害をする弁護士一家を殺害している。大災害後、「大災害が1日遅ければ人を殺さずにすんだ」と罪悪感にかられていたときに、露敏兄妹に出会い、それがきっかけで孤児たちの面倒をみるようになる。桐子から「露敏が捕まえた人間と人食いを使って何か恐ろしいことをしている」と聞き、子どもたちを連れて別の土地に逃げ延び、そこでも孤児園を開いている。

## 用語解説
人食い（ヒルコ）
人間を食す怪物。現代の世界では確認できない容態をしている。人や地域によって呼び方が異なり、キルコは「人食い」、マルは「ヒルコ」と呼んでいる。まともな方法では倒すことができず、何十年も拘束しても生きることができるほどの生命力を持つ。
世界中にあふれ出したのは隕石「あめのぬぼこ」衝突以降だが、実はそれ以前から地上に存在していた。天国編に登場した生徒たちと似通った能力を持つ個体もいる。
キル光線
キルコがミクラから譲り受けた特殊な銃。人食いにダメージを与える強力なビームが発射されるが、射程距離は短く、スイッチを入れてから撃てるようになるまでに30秒ほど必要。専用の充電式電池を付ける事によって使用可能で、通常はフル充電で最大４発まで発射出来るが、マル曰く「４発目は出ない事の方が多い」
A-mk3
園長が「戦士」の武器として海外に開発依頼した光線銃。銃身を覆うカバーがついており、懐中電灯や残弾数がわかるモニターがついている。キルコの銃はカバーが破損したもの。
マルタッチ
ヒルコの中に手を入れて「致命的な何か」を握りつぶすマルの能力。侵入中、マルの視界は「致命的な何か」を探すイメージに覆われるため、彼自身は無防備になる。
キルコ丸
キルコとマルが製作ないし入手した乗り物。I号はイカダで、II号はジューイチから譲られたワゴン車。
復興省
茨城と奈良の高原学園施設跡地を利用した町で町役場のような機能をこなす集団。職員はそろいの制服を着用している。復興に必要な技術と知識のある者を拉致してまわっているという噂もある。
高原学園
この世を地獄と憂う上仲詩乃によって1995年に設立された教育機関。全国各地に「分室」があり、茨城と奈良に「施設」がある。潤沢な資金でAIのミーナを開発。
ミーナが小惑星の衝突を予言すると、上仲園長は小惑星を「あめのぬぼこ」と名付け、地獄の時代から天国の時代が来ると考え、とある島にシェルター型の学園を建設。クローン人間や「戦士」を開発。ここで生まれた子供たちは超能力を持ち、半分が両性具有。独特の環境ながら平和だったが、AIで制御された監視カメラの不審な動きやタラオが原因不明の病気で亡くなるなどの現象も確認されている。
裏で衝突を回避させないようにテロ行為を行っていたため、「あめのぬぼこ」衝突よりも前に自衛隊の介入より壊滅。子供たちは保護された者と猿渡とともに保護を免れた者とに分かれた。
いずくのえ島施設
高原学園の中に作られた施設。ごく一部の関係者にしか知られていない秘密の施設で「天国」と呼ばれていた。ミーナが生み出した子供たちはここで育てられていた。上仲たちはあめのぬぼこによる大災害のあと、ここを中心に外へ拡大し理想郷を作る計画だった。しかし子供たちに人食いになる奇病が発生。大災害後の責任を感じた青島と猿渡は奈良と茨城に復興省を作った。キルコは施設が目指す「天国」の正体と推測する。
あめのぬぼこ
園長が命名。正式名称 2023VR8。かなり地球に接近してから発見された不思議な小惑星。地球落下は2024年11月11日。

## 時系列
公式コミックガイドより作成。
- 1995年
  - 高原学園創設。
- 2000年
  - ミーナが小惑星衝突を予言。園長が「天国」の時代を作るため、ある島に壁に囲まれた施設を建設。ミーナが産み出したトキオたちが隔離されて育てられる。
- 2023年
  - トキオ、テスト中に「外の外へ行きたいですか」というメッセージを受け取る。これ以後、シロにミミヒメの裸画像が送りつけられたり、監視カメラが生徒の行状をごまかすなど不審なことが起きる。
  - 10月17日 - トキオがコナの子を妊娠していることが発覚。
- 2024年
  - 7月前後 - トキオ男児出産。猿渡医師が男児のクローンを作る。
  - 7月17日 - 園長、「戦士」たちとA-mk3で小惑星衝突回避作戦を妨害するテロを実行。
  - 7月20日 - ミーナが生徒たちを集め「ヒルコ」と呼び「テスト」を始めると宣言。
  - 7月26日 - 学園が自衛隊の急襲を受ける。壁に開いた穴から、ミミヒメ、シロ、タカ、アンズが脱走。園長から赤ん坊を渡すよう迫られたトキオが硬化状態になる。園長の指示で、猿渡が意識不明になった生徒・ナタに園長の脳を移植する。
  - 7月28日 - 「戦士」の一人が学園に帰還し、トキオの前で力尽きる。トキオと男児はこれがきっかけで硬化が解ける。戦士が落として破損したA-mk3をナタの友人マコが拾う。学園の生徒たちは自衛隊に保護され、本土の施設や病院に引き取られ別名を与えられる。トキオ母子や猿渡は施設に隠れ住み続ける。
  - 11月11日 - 小惑星が欧州付近に衝突。日本に「大災害」が起き、人口は大幅に減少、文明が失われる。大阪の病院に収容されていたナタ=三倉まなかが故障したA-mk3を入手したのをきっかけに園長の記憶を取り戻す。
- 2034年
  - 9月20日 - 浅草の孤児院にいた竹早春希が人食いに襲われ重傷を負う。姉の桐子に脳を移植される。
- 2035年
  - 自警団などを転々としていたマルが三倉に引き取られ、ヒルコの殺し方を教わる。
  - 1月15日 - 春希退院。キルコと名を変え、便利屋を開業し、手術した医師と稲崎を探す。

- 2039年
  - 三倉がキルコにマルと光線銃を託して病死。キルコとマル、「天国」を探す旅に出発する。

## 書誌情報
- 石黒正数 『天国大魔境』講談社〈アフタヌーンKC〉、既刊12巻（2025年7月23日現在）
  1. 2018年7月23日発行（同日発売[13]）、ISBN 978-4-06-511976-1
  2. 2019年3月22日発行（同日発売[14]）、ISBN 978-4-06-514744-3
  3. 2019年10月23日発行（同日発売[15]）、ISBN 978-4-06-517266-7
  4. 2020年5月22日発行（同日発売[16]）、ISBN 978-4-06-519470-6
  5. 2020年12月23日発行（同日発売[17]）、ISBN 978-4-06-521725-2
  6. 2021年7月21日発行（同日発売[18]）、ISBN 978-4-06-524049-6
  7. 2022年3月23日発行（同日発売[19]）、ISBN 978-4-06-527299-2
  8. 2022年11月22日発行（同日発売[20]）、ISBN 978-4-06-529589-2
  9. 2023年6月22日発行（同日発売[21]）、ISBN 978-4-06-531944-4
  10. 2024年2月22日発行（同日発売[22]）、ISBN 978-4-06-534205-3
  11. 2024年10月22日発行（同日発売[23]）、ISBN 978-4-06-537054-4
  12. 2025年7月23日発行（同日発売[24]）、ISBN 978-4-06-540046-3
- 天国大魔境公式コミックガイド「天国」の秘密と「魔境」の歩き方（2022年11月22日発行、同日発売[25]）、ISBN 978-4-06-528578-7

## アニメPV
1巻の発売を記念して、南方研究所によるアニメPVが制作された。

### スタッフ
- 監督 - 渡辺タスク[26]
- 演出・作画監督・原画 - うつした[26]
- アニメーション制作 - 南方研究所[26]
- 音楽 - 栗原悠希[26]
- 音響効果 - 徳永義明[26]
- アニメーション制作協力 - ワオワールド[26]
- 制作 - DMM.futureworks[26]

## 無料ゲーム
ゲーム投稿コミュニティサービスRPGアツマールにて2019年10月22日より公式アカウントから公開された。制作：吉良、ディレクション：ドワンゴ、監修：アフタヌーン編集。PCブラウザやスマートフォンから利用可能。
キルコとマルが人食いに襲われ、地下からの脱出を目指すオリジナルエピソードが展開される。

## テレビアニメ
2023年4月から6月までTOKYO MXほかにて放送された。

### スタッフ（テレビアニメ）
- 原作 - 石黒正数[28]
- 監督 - 森大貴[29]
- シリーズ構成 - 深見真[29]
- キャラクターデザイン - うつした[29]
- サブキャラクターデザイン - 吉田優子、渡辺愛
- ヒルコデザイン - 古川良太[29]
- プロップデザイン - 富坂真帆、澤田譲治[29]
- 銃器デザイン - 髙田晃[29]
- メカデザイン - 常木志伸[29]
- 色彩設計 - 広瀬いづみ[29]
- 美術監督 - 金子雄司[29]
- 美術設定 - ブリュネ・スタニスラス、伊井蔵、上田瑞香、平澤晃弘、高橋武之[29]
- 3D - directrain、IG3D、5[29]
- モーショングラフィックス - 大城丈宗[29]
- 2DW - CAPSULE、濱中亜希子[29]
- 撮影監督 - 脇顯太朗[29]
- 編集 - 坂本久美子[29]
- 音響監督 - 木村絵理子[29]
- 音響効果 - 倉橋裕宗、太田泰明
- 音楽 - 牛尾憲輔[29]
- プロデューサー - 髙橋和彰、松村一人、米澤明、曹聡、森廣扶美、亀井博司
- アニメーションプロデューサー - 大平将史
- アニメーション制作 - Production I.G[28]
- 製作 - 天国大魔境製作委員会[28]（NBCユニバーサル・エンターテインメント、エイベックス・ピクチャーズ、講談社、NetEase Games、Production I.G、MBS）

### 主題歌
「innocent arrogance」
BiSHによるオープニングテーマ。作詞は松隈ケンタ×JxSxK、作曲は松隈ケンタ、編曲はSCRAMBLES。
「誰も彼も何処も何も知らない」
ASOBI同盟によるエンディングテーマ。作詞はりみー、作曲はとくみくす、編曲は江口亮。

### 評価
クランチロール・アニメアワード2024において、最優秀新シリーズ賞、最優秀監督賞、最優秀撮影賞、最優秀ドラマ作品賞、作品賞オープニング賞にノミネートされた。
「Anime Trending Awards」2023では、アニメ オブ ザ イヤー（年間最優秀賞）、ベスト背景画賞、ベストエピソード演出・絵コンテ賞（第8話）、ミステリー部門賞、スーパーナチュラル部門賞など5冠を達成した。

### 各話リスト
| 話数 | サブタイトル         | 脚本       | 絵コンテ                   | 演出                              | 作画監督                                                                                      | 初放送日      |
| ---- | -------------------- | ---------- | -------------------------- | --------------------------------- | --------------------------------------------------------------------------------------------- | ------------- |
| #01  | 天国と地獄           | 深見真     | 森大貴                     | 森大貴                            | 吉田優子 古川良太 渡辺愛                                                                      | 2023年 4月1日 |
| #02  | 二人の告白           | 深見真     | 土上いつき                 | 柴田海                            | 岩澤亨 吉田優子 土上いつき 奥野治男 具志堅眞由 柴田海                                         | 4月8日        |
| #03  | 桐子と春希           | 窪山阿佐子 | 野村和也                   | 野村和也                          | 榎本柊斗 伊藤香奈                                                                             | 4月15日       |
| #04  | クク                 | 深見真     | 大塚隆史                   | 大塚隆史                          | 鈴木明日香 植田実                                                                             | 4月22日       |
| #05  | お迎えの日           | 野村イクミ | 新井陽次郎                 | 小村方宏治                        | 具志堅眞由 藤巻廉 渡辺愛                                                                      | 4月29日       |
| #06  | 100%安全水           | 窪山阿佐子 | 古川良太 増田惇人 奥野治男 | 増田惇人 齋藤秀二 浜田将太        | 古川良太 福嶋沙映 奥野治男 高乗陽子 小林冴子 小松真梨子 河村明夫 村松尚雄 長谷川早紀          | 5月6日        |
| #07  | 不滅教団             | 野村イクミ | 奥野治男                   | 阿部将光                          | 片桐貴悠 奥野治男 具志堅眞由                                                                  | 5月13日       |
| #08  | それぞれの選択       | 窪山阿佐子 | 藤田春香                   | 仲野良                            | 富坂真帆 奥谷花奈 澤田英彦 小林冴子 廣江啓輔 永野裕大 ゼロ 柴田海                             | 5月20日       |
| #09  | 学園の子供たち       | 深見真     | 野村和也                   | 野村和也                          | 具志堅眞由 ひらおかえみ 福嶋沙映 会津五月                                                     | 5月27日       |
| #10  | 壁の町               | 窪山阿佐子 | 五十嵐海                   | 五十嵐海                          | 竹内哲也                                                                                      | 6月3日        |
| #11  | テストを始めます     | 野村イクミ | 森山悠二郎                 | 森山悠二郎                        | 鈴木絵万 森山悠二郎 夕一美 奥野治男 黄瀬和哉 新野量太 具志堅眞由 河村明夫 窪田康高 小松真梨子 | 6月10日       |
| #12  | 外の外               | 深見真     | 石井俊匡                   | 篠原准                            | ゼロ 天崎まなむ 榎本柊斗 ひらおかえみ 吉田優子 TOMATO 小谷杏子 伊藤香奈 柴田海                | 6月17日       |
| #13  | 旅の続き・旅の始まり | 森大貴     | 伊藤智彦                   | 柴田海 小村方宏治 竹内哲也 森大貴 | 具志堅眞由 古川良太 奥谷花奈 ゼロ 澤田英彦 石塚健 福嶋沙映 長谷川早紀 富坂真帆 吉田優子       | 6月24日       |

### 放送局
| 放送期間                | 放送時間                     | 放送局       | 対象地域   | 備考                                               |
| ----------------------- | ---------------------------- | ------------ | ---------- | -------------------------------------------------- |
| 2023年4月1日 - 6月24日  | 土曜 22:00 - 22:30           | TOKYO MX     | 東京都     |                                                    |
|                         |                              | BS11         | 日本全域   | BS放送 / 『ANIME+』枠                              |
| 2023年4月2日 - 6月25日  | 日曜 2:00 - 2:30（土曜深夜） | RKB毎日放送  | 福岡県     |                                                    |
|                         | 日曜 2:25 - 2:55（土曜深夜） | テレビ愛知   | 愛知県     |                                                    |
|                         | 日曜 2:35 - 3:05（土曜深夜） | 北海道テレビ | 北海道     |                                                    |
|                         | 日曜 2:38 - 3:08（土曜深夜） | 毎日放送     | 近畿広域圏 | 製作参加 / 『アニメシャワー』第2部                 |
| 2023年4月3日 - 6月26日  | 月曜 23:00 - 23:30           | AT-X         | 日本全域   | CS放送 / 字幕放送 / リピート放送あり               |
| 2023年4月15日 - 7月8日  | 土曜 2:23 - 2:53（金曜深夜） | 熊本放送     | 熊本県     |                                                    |
| 2023年4月18日 - 7月11日 | 火曜 1:28 - 1:58（月曜深夜） | IBC岩手放送  | 岩手県     |                                                    |
| 2023年5月22日 - 8月14日 | 月曜 0:50 - 1:20（日曜深夜） | テレビ山梨   | 山梨県     | 『にちようスクエア』枠 / 最終回は1:05 - 1:35に放送 |

インターネットでは、Disney+にて4月1日より毎週土曜22:00に独占配信。7月8日からはその他のサイトでも配信されるが、個別課金となる。

### BD
| 巻 | 発売日        | 収録話         | 規格品番          |
| -- | ------------- | -------------- | ----------------- |
| 上 | 2023年8月30日 | 第1話 - 第6話  | EYXA-14118〜9/B/P |
| 下 | 2023年9月27日 | 第7話 - 第13話 | EYXA-14120〜1/B/P |